# Phthiracarus hallidayi
Phthiracarus hallidayi är en kvalsterart som först beskrevs av Wojciech Niedbała och Matthew J. Colloff 1997.  Phthiracarus hallidayi ingår i släktet Phthiracarus och familjen Phthiracaridae. Inga underarter finns listade i Catalogue of Life.